# Station Montdauphin-Guillestre
Station Montdauphin-Guillestre is een spoorwegstation in de Franse gemeente Eygliers.